# Montréal (Ardèche)
 Montréal  es una población y comuna francesa, en la región de Ródano-Alpes, departamento de Ardèche, en el distrito de Largentière y cantón de Largentière.
Integrada en la Communauté de communes du Val de Ligne.

## Demografía
| 271 | 290 | 276 | 324 | 381 | 462 |
| Para los censos de 1962 a 1999 la población legal corresponde a la población sin duplicidades (Fuente: INSEE [Consultar]) |     |     |     |     |     |